# Midgee thompsoni
Midgee thompsoni là một loài nhện trong họ Toxopidae.
Loài này thuộc chi Midgee. Midgee thompsoni được Hugh Davies miêu tả năm 1995.